# Міностовиці
Міностовиці (пол. Minostowice) — село в Польщі, у гміні Хмельник Келецького повіту Свентокшиського воєводства.
Населення — 167 осіб (2020).
У 1975-1998 роках село належало до Келецького воєводства.

## Демографія
Демографічна структура на день 31 березня 2011 року:
|          | Загалом | Допрацездатний вік | Працездатний вік | Постпрацездатний вік |
| -------- | ------- | ------------------ | ---------------- | -------------------- |
| Чоловіки | 94      | 17                 | 67               | 10                   |
| Жінки    | 84      | 10                 | 55               | 19                   |
| Разом    | 178     | 27                 | 122              | 29                   |